# 高丘 (浜松市)
高丘（たかおか）は静岡県浜松市中央区の三方原台地上にある汎称地名。現行行政地名は高丘町、高丘北一丁目〜四丁目、高丘西一丁目〜四丁目、高丘東一丁目〜五丁目。丁番を持たない単独町名であり、またすべてが航空自衛隊浜松基地の敷地の一部であるため、無番地である（浜松基地の大部分は中央区西山町無番地に存在）。高丘北・高丘西・高丘東は住居表示実施済、高丘町は住居表示未実施。

## 地理
町内は、元々は大部分が畑であったが、1970年代に入り、工場の進出が目立ち始めるようになる。それ以降は住宅も増加の一途を辿り、現在では町内に農地は殆ど見られない。1998年に土地区画整理事業が完了し整然とした住宅地となったが、東名高速道路浜松西インターチェンジにも近いため、大企業の工場や、下請け工場、流通関連企業の配送センターなども多く見られる。また、在日ブラジル人が多く住むことでも知られる。

### 人口・世帯数・面積
人口及び世帯数は2020年（令和2年）10月1日現在。面積は2024年（令和6年）1月1日現在。なお、高丘町以外は合算値である。
| 町名   | 人口（人） | 世帯数（世帯） | 面積（㎢）  |
| ------ | ---------- | -------------- | ----------- |
| 高丘町 | 243        | 8              | 1.091526397 |
| 高丘北 | 8,205      | 3,539          | 1.07786843  |
| 高丘西 | 4,343      | 1,938          | 1.12309884  |
| 高丘東 | 6,315      | 6,315          | 1.30713179  |

### 郵便番号
- 高丘町：432-0000[WEB 12]
- 高丘北一丁目～四丁目：433-8119[WEB 13]
- 高丘西一丁目～四丁目：433-8118[WEB 14]
- 高丘東一丁目～五丁目：433-8117[WEB 15]

### 学区
- 浜松市立葵が丘小学校（高丘町（浜松市道高丘葵線以東）、高丘東）
- 浜松市立瑞穂小学校（高丘町（浜松市道高丘葵線以西）、高丘北、高丘西）
- 浜松市立開成中学校

## 歴史
- 1876年（明治9年） - 敷知郡馬生村・馬舟村・寸田ヶ谷村・富新屋村・不遺村が合併し、敷知郡和合村となる[書籍 1]。
- 1889年（明治22年）4月1日 - 町村制の施行により、敷知郡和合村が周辺の村と合併して敷知郡富塚村となる[WEB 16]。旧村名は富塚村の大字として残る[書籍 2]。また、須之木沢村が段子川村と合併し、改めて須之木沢村が発足する。旧村名は須之木沢村の大字として残る。
- 1893年（明治26年）4月1日 - 須之木沢村が吉野村に改称する。大字名に変更なし。
- 1896年（明治29年）4月1日 - 郡制の施行により、富塚村・吉野村の所属郡が浜名郡に変更となる。
- 1908年（明治41年）12月28日 - 富塚村が吉野村大字段子川を編入する。
- 1912年（大正元年）10月1日 - 富塚村大字和合の一部などが浜松市に編入される。
- 1936年（昭和11年）2月11日 – 富塚村全域が浜松市に編入される。
- 1940年（昭和15年） - 大字和合から和合町へ住所表記を変更する。また、大字上島・大字一本杉・大字段子川の各一部を合わせて葵町が新設される。さらに、大字一本杉及び大字段子川の各一部を合わせて泉町が新設される[WEB 17]。
- 1954年（昭和29年）7月1日 - 吉野村が浜松市に編入される。
- 1955年（昭和30年） - 大字須之木沢が吉野町へ住所表記を変更する。
- 1960年（昭和35年） - 葵町・泉町・和合町・吉野町の各一部を合わせて、高丘町が新設される[WEB 18]。
- 1967年（昭和42年）4月1日 - 浜松市立葵ヶ丘小学校が開校する。
- 1978年（昭和53年）
  - 1月1日 - 住居表示の実施に伴い、葵町・泉町・高丘町・萩町の各一部を合わせて葵東一丁目が新設される[WEB 19]。
  - 4月1日 - 浜松市立瑞穂小学校が開校する。
- 1980年（昭和60年）4月1日 - 浜松市立開成中学校が開校する。
- 1992年（平成2年）12月10日 - ヤオハンを中心としたショッピングセンター「ハイパー高丘」が開店。なお2004（平成16）年に閉店し、跡地はマンションに建て替えられた。なおヤオハンは途中で撤退しており、閉店時の主要テナントは遠鉄ストアであった。
- 1994年（平成6年）8月：ジャンボエンチョー浜松店開店
- 1996年（平成8年）11月1日 - 住居表示の実施に伴い、高丘町の一部が分立して、高丘北一丁目～四丁目・高丘西一丁目～高丘西四丁目・高丘東一丁目～五丁目が成立（高丘北一丁目・高丘北二丁目及び高丘東三丁目は葵町の一部を含む。高丘西四丁目は湖東町の一部も含む）。また、葵東一丁目が高丘町の一部を編入。[WEB 19]。
- 1999年（平成11年）11月1日 - 住居表示の実施に伴い、葵町・高丘町の各一部を合わせて葵西一丁目が成立[WEB 19]。
- 2000年（平成12年）6月15日 - 遠鉄ストア高丘店が営業開始。
- 2007年（平成19年）4月1日 - 浜松市が政令指定都市となる。高丘町・高丘北・高丘西・高丘東は中区の一部となる。
- 2011年（平成23年）3月23日 - 三方原交番が高丘西に移転し、名称を葵高丘交番へ変更する。
- 2024年（令和6年）1月1日 - 浜松市の行政区再編により、高丘町・高丘北・高丘西・高丘東は中央区の一部となる。

## 施設
- 高丘町
  - 航空自衛隊浜松基地
    - ファミリーマート航空自衛隊浜松基地/S店
- 高丘北
  - 学校法人浜松葵学園平成幼稚園
  - 社会福祉法人瑞穂会たかい丘こども園
  - 浜松市立瑞穂小学校
  - 浜松市立開成中学校
  - 浜松いわた信用金庫高丘支店
  - 遠州信用金庫高丘支店
  - トワーズ 本社（家族葬のトワーズ運営）
  - デイリーケアセイジョー浜松高丘店
  - クリエイトエス・ディー浜松高丘店
  - ドラッグストアコスモス高丘北店
  - セブン-イレブン高丘北店
  - ローソン浜松高丘北店
  - くれたけイン浜松西インター
  - 浜松市営高丘団地
  - 高丘くすのき公園
  - 高丘けやき公園
  - 高丘こぶし公園
  - 高丘ゆりのき公園
- 高丘西
  - 和敬愛育園・和敬第二愛育園・和敬第三愛育園
  - 浜松市高丘葵市民サービスセンター
  - 浜松市北部水泳場
  - 静岡県警察浜松中央警察署葵高丘交番
  - 浜松高丘郵便局
  - アツミテック 本社
  - セブン-イレブン（浜松高丘西店、浜松高丘西1丁目店）
  - ファミリーマート（浜松高丘西店、浜松西高丘店）
  - ENEOS Dr.Driveセルフ北基地前SS（遠州日石が運営）
  - ギグナス石油浜松高丘SS（浜松開拓農業協同組合が運営）
  - 瑞穂公園
  - 高丘さくら公園
  - 高丘つつじ公園
  - 高丘どんぐり公園
  - 高丘ふじ公園
  - 高丘もちのき公園
  - 高丘もみじ公園
- 高丘東
  - 浜松市立葵が丘小学校
  - 静岡銀行浜松高丘支店
  - 金田工業 本社
  - フードマーケットマム高丘東店
  - 杏林堂薬局高丘東店
  - セブン-イレブン（浜松高丘東店、浜松高丘東2丁目店）
  - デイリーヤマザキ浜松高丘東店
  - apollostation高丘中央SS（英和エネルギーが運営）
  - 葵が丘公園
  - 高丘公園・高丘緑地
  - 高丘はぎ公園
  - 高丘やまもも公園

## 交通

### バス
- 遠鉄バス
  - 41高台線：（浜松駅（市役所南経由） 方面 - ）本田技研西 - 高丘町東 - 開成中学入口 - 高丘郵便局 - 高丘町農協 - 瑞穂神社西 - 瑞穂小学校 - 瑞穂橋（ - 花川運動公園 方面）
  - 41高台線（基地北門経由系統）：（浜松駅（市役所南経由）方面 - ）本田技研西 - 高丘町南 - 基地東 - 基地北門 - 北部水泳場 - 瑞穂小学校 - 瑞穂橋（ - 花川運動公園 方面）
  - 51泉高丘線：（浜松駅（せいれい病院経由） 方面 - ）本田技研西 - タンク西 - 高丘東二丁目 - 金田工業 - 葵ヶ丘公園 - 大竹医院 - 高丘北会館東 - 市営高丘団地（ - 姫街道車庫 方面）

### 道路
- 浜松市道高丘花川線（高丘中央通り）
- 浜松高丘葵線（メロディーロード）
- 浜松市道高丘1号線（スイングロード）
- 浜松市道葵高丘1号線（開成通り）
- 浜松市道高丘4号線（瑞穂通り）
- 浜松市道高丘101号線（マーチロード）
- 浜松市道葵高丘3号線（葵が丘通り）
- 浜松市道葵高丘4号線（リズムロード（高丘公園交差点以東）、高丘公園通り（高丘公園交差点以西））

## その他

### 警察
警察の管轄区域は以下の通りである。
| 番・番地等 | 警察署         | 交番・駐在所 |
| ---------- | -------------- | ------------ |
| 全域       | 浜松中央警察署 | 葵高丘交番   |

### 消防
消防の管轄区域は以下の通りである。
| 番・番地等 | 消防署   | 本署/出張所 |
| ---------- | -------- | ----------- |
| 全域       | 中消防署 | 高台出張所  |

### 書籍
1. ↑  『浜松市史 三』浜松市役所、1980年3月26日、21頁。
2. ↑  『浜松市史 三』浜松市役所、1980年3月26日、176頁。

### WEB
1. ↑  “zissizennzi.pdf”.   浜松市 (2024年1月4日). 2024年6月19日閲覧。
2. ↑  “静岡県 浜松市中央区 掲載がない場合の郵便番号 - 日本郵便”.   日本郵便. 2025年2月15日閲覧。
3. ↑  “静岡県 浜松市中央区 高丘北の郵便番号 - 日本郵便”.   日本郵便. 2025年2月15日閲覧。
4. ↑  “静岡県 浜松市中央区 高丘西の郵便番号 - 日本郵便”.   日本郵便. 2025年2月15日閲覧。
5. ↑  “静岡県 浜松市中央区 高丘東の郵便番号 - 日本郵便”.   日本郵便. 2025年2月15日閲覧。
6. ↑  “市外局番の一覧”.   総務省 (2022年3月1日). 2024年6月19日閲覧。
7. ↑  “事業所案内及び管轄地域（事務所3件、分室3件）”.   一般社団法人静岡県自動車会議所. 2024年6月19日閲覧。
8. ↑  “zissiitiran1.pdf”.   浜松市 (2024年1月4日). 2024年6月19日閲覧。
9. ↑  “住居表示実施状況／浜松市”.   浜松市 (2024年1月4日). 2024年6月19日閲覧。
10. ↑  “h02_22.csv”.   総務省 (2022年2月10日). 2024年10月11日閲覧。
11. ↑  “chuouku_menseki.xlsx”.   浜松市 (2024年3月12日). 2024年10月11日閲覧。
12. ↑  “静岡県 浜松市中央区 掲載がない場合の郵便番号 - 日本郵便”.   日本郵便. 2025年2月15日閲覧。
13. ↑  “静岡県 浜松市中央区 高丘北の郵便番号 - 日本郵便”.   日本郵便. 2025年2月15日閲覧。
14. ↑  “静岡県 浜松市中央区 高丘西の郵便番号 - 日本郵便”.   日本郵便. 2025年2月15日閲覧。
15. ↑  “静岡県 浜松市中央区 高丘東の郵便番号 - 日本郵便”.   日本郵便. 2025年2月15日閲覧。
16. ↑  “historyofcities.pdf”.   静岡県総務部合併推進室・財団法人静岡県市町村振興協会. 2024年9月26日閲覧。
17. ↑  “解説ページ”.   株式会社エア. 2024年10月10日閲覧。
18. ↑  “解説ページ”.   株式会社エア. 2024年10月10日閲覧。
19. 1 2 3  “zissizennzi.pdf”.   浜松市 (2024年1月4日). 2024年6月19日閲覧。
20. ↑  “葵高丘交番｜静岡県警察”.   静岡県警察 (2024年1月1日). 2024年6月19日閲覧。
21. ↑  “消防署の町別管轄「た」／浜松市”.   浜松市 (2024年3月21日). 2024年6月19日閲覧。